# Fiorinia japonica
Fiorinia japonica är en insektsart som beskrevs av Kuwana 1902. Fiorinia japonica ingår i släktet Fiorinia och familjen pansarsköldlöss. Inga underarter finns listade i Catalogue of Life.